# Sens-plastique
Sens-plastique est un ouvrage de l'écrivain mauricien d'expression française Malcolm de Chazal (1902-1981), édité en France en 1948 par Gallimard. C'est un recueil de pensées, de métaphores, en une ou quarante lignes, qui tiennent, parfois de l'aphorisme.

## Explication du titre
Selon Jean Paulhan, dans sa préface à l'ouvrage : « L'homme a des sensations de deux ordres : les unes vagues et comme épandues, les autres précises, limitées. À celles-ci convient assez bien le nom de plastiques. À celles-là, le nom de profuses ou de musicales. »,.

## Accueil
Le livre se vend mal mais est salué, par contre, à sa parution, par plusieurs personnalités du monde littéraire français, notamment Marcel Duhamel, Jean Dubuffet, André Breton, et Jean Paulhan (qui en écrit la préface, affirmant qu'il y a là « un art qui mérite, je pense, le nom de génie »),.

## Postérité
Plusieurs décennies plus tard, J. M. G. Le Clézio en souligne la singularité, à plusieurs reprises, dans des articles publiés par le journal Le Monde et consacrés à son auteur, Malcolm de Chazal,.
En 2021, une traduction en a été publiée en anglais par Irving Weiss,.